# 황인찬
황인찬(1988년 ~ )은 대한민국의 시인이다. 1988년 경기도 안양에서 태어났다.

## 약력
중앙대학교 문예창작학과를 졸업했으며, 2010년 《현대문학》 신인추천으로 등단했다. 시집 《구관조 씻기기》로 제31회 김수영문학상을 수상했다. 현재 '는' 동인으로 활동 중이다.

## 수상
- 2012년 제31회 「김수영문학상」

## 저서

### 시집
- 《구관조 씻기기》(민음사, 2012) ISBN 978-89-374-0809-0
- 《희지의 세계》(민음사, 2015) ISBN 978-89-374-0834-2

## 방송
- 《황인찬의 글과 음악의 온도》 (국악FM, 2021년 ~ )